# Pretoriánský prefekt
Pretoriánský prefekt (latinsky: praefectus praetorio) byl za principátu titul velitele císařské pretoriánské gardy, dokud roku 314 Konstantin Veliký nerozhodl o zrušení této elitní jednotky. Úřad pretoriánských prefektů však zůstal zachován až do doby vlády císaře Herakleia, ovšem jeho kompetence se nadále uplatňovaly pouze v civilní a soudní administrativě římské říše.

## Od Augusta k Diocletianovi
Od roku 2 př. n. l. byl pretoriánský prefekt velitelem císařské gardy, jež měla za úkol ochraňovat císaře. Původně náležely tomuto úřadu pouze úzké kompetence, což se ale už v průběhu vlády druhého císaře Tiberia podstatně změnilo.
V době principátu veleli pretoriánské gardě jeden, dva, případně tři praefecti praetorio, kteří byli vybíráni císařem z řad šlechty (equites) a z jeho vůle zastávali tento úřad. Od časů vlády Alexandra Severa byl tento úřad zpřístupněn také senátorům a pokud byl prefektem jmenován římský občan pocházející ze stavu jezdců, stal se automaticky členem senátu. Postupem doby byli stále častěji pověřováni výkonem tohoto úřadu zkušení vojáci, kteří prokázali svoji zdatnost a loajalitu císaři. Pravomoci praefectů praetorio se časem rozšířily a později se prefekti stávali veliteli vojsk v celé Itálii s výjimkou oddílů, jež podléhaly městskému prefektovi (cohortes urbanae).
Zvláštní postavení pretoriánů jim dodávalo zcela výjimečnou moc v římském státě a jejich velitel, praefectus praetorio, se tudíž stal jedním z nejvlivnějších a nejmocnějších mužů v celé římské říši. Císařové se sice pokoušeli předcházet si pretoriány vysokými finančními dary a odměnami a získat je tak pod svoji kontrolu, nicméně byli to právě pretoriáni (v čele se svým velitelem), kdo měl na svědomí mnoho převratů a vražd císařů a kdo přispěl k rapidnímu nárůstu změn v čele říše. Měli tak lví podíl na destabilizaci římského státu. Teprve Diocletianus částečně omezil moc prefektů v rámci svých rozsáhlých reforem správních a vojenských struktur říše.
Nejpozději za vlády Septimia Severa byly jejich kompetence rozšířeny rovněž do oblasti státní správy. Pretoriánským prefektům náležela rovněž pravomoc rozhodovat v trestních záležitostech, kterou vykonávali jakožto představitelé a zástupci císaře. V jediném úřadě tak byla kombinována moc představitele civilní správy říše s přímým velením nad císařskou gardou. Zhruba od této doby představovalo právnické vzdělání kvalifikaci pro výkon této funkce. Již za Marca Aurelia a Commoda, ale především za už zmiňovaného Septimia Severa, se stávali pretoriánskými prefekty přední soudobí právníci (jako byli například Papinianus, Ulpianus, Iulius Paulus nebo Jan z Kappadokie za vlády Justiniána I.), kteří dále přispěli k rozvoji římského práva.
Až do dob Diocletianových reforem (zhruba v roce 296) počet prefektů různě kolísal. Od tohoto okamžiku byl každému augustovi a caesarovi podřízen jeden pretoriánský prefekt, který měl na starosti vojenské a civilní záležitosti.

## V čele civilní správy
V pozdní antice došlo k zásadní změně funkce tohoto úřadu. Prefekti byli císařem Konstantinem Velikým v roce 314 připraveni o své pravomoci v oblasti vojenství, které poté přešly na nově vytvořený úřad magistra militum. Konstantin následně rozpustil pretoriánskou gardu, která loajálně sloužila jeho soupeři Maxentiovi. Pretoriánští prefekti měli nadále vykonávat čistě civilní úkoly a stali se tak nejvyšším orgánem státní správy římské říše hned po císaři. V průběhu 4. století vznikly nejprve tři a posléze čtyři pretoriánské prefektury, přičemž každá z nich byla spravována jedním prefectem praetorio:
- Praefectus praetorio per Orientem (v Thrákii, Malé Asii, Sýrii a v Egyptě)
- Praefectus praetorio Illyrici
- Praefectus praetorio Italiae et Africae
- Praefectus praetorio Galliarum (do jeho působnosti spadala Británie, Galie a Hispánie)

Po definitivním rozdělení římské říše v roce 395 podléhali první dva prefekti vládcům východořímské říše sídlícím v Konstantinopoli, zatímco druzí dva se zodpovídali západořímským císařům v Ravenně. Přímými podřízenými pretoriánských prefektů byli civilní úředníci nesoucí titul vicarius, kteří spravovali nižší územní jednotku nazývanou diecéze.
Úkoly civilní správy říše plnili prefekti až do konce pozdně antické fáze východořímské říše. Když Byzantinci v roce 534 vyvrátili říši Vandalů v Africe, bylo dobyté území podřízeno nově zřízenému pretoriánskému prefektu. Teprve ztrátou syrských a egyptských provincií ve 30. a 40. letech 7. století a po reorganizaci zbývajícího území říše do nově utvořených themat, pozbyl úřad pretoriánského prefekta svůj význam a postavení v systému státní správy, což mělo za následek zrušení tohoto úřadu.

## Někteří významní praefecti praetorio
- Lucius Aelius Seianus
- Quintus Naevius Sutorius Macro
- Sextus Afranius Burrus
- Gaius Ophonius Tigellinus
- Aemilius Papinianus
- Marcus Opellius Macrinus
- Domitius Ulpianus
- Iulius Paulus
- Gaius Furius Sabinius Aquila Timesitheus
- Marcus Iulius Philippus